# Младен Алвировић
Младен Алвировић (Београд, 25. децембар 1976) српски је новинар. Главни је уредник и водитељ емисије САТ на РТС-у.

## Биографија
Младен Алвировић је рођен у Београду 1976. године. Друго је дете Мирка и Тање Алвировић. Завршио је рели академију финског возача Јухе Канкунена. Суоснивач је САТ медија групе и НАВАК-а (Национална возачка академија). Током 2014. године спровео је специјални програм за возаче помоћу којег је број саобраћајних незгода смањен за 32%, према подацима МУП-а.
Јуна 2019. године добио је плакету за допринос МУП-у.
Ожењен је и има двоје деце.